# Операция «Березино»
«Березино» — операция советской разведки, основанная на радиоигре и являющаяся логическим продолжением операции «Монастырь». Операция проводилась в 1944—1945 годах. Идею операции подсказал разведчикам И. В. Сталин. В английских источниках операция называется «Операция Шерхорн».

## Ход операции

### Начало
Идея операции была высказана И. В. Сталиным:

Ещё одна операция с участием «Гейне», получившая кодовое название «Березино», была проведена по прямой личной инициативе Сталина. Накануне летнего наступления 1944 года в Белоруссии — операции «Багратион» — Сталин вызвал к себе начальника Разведывательного управления Кузнецова, начальника военной контрразведки «СМЕРШ» Абакумова и представителя НКВД Судоплатова. Одобрив деятельность «Гейне», Сталин предложил легендировать впечатление активных действий в тылу Красной армии попавших в окружение остатков немецких войск. Так родился план операции «Березино».

Летом 1944 года Александр Петрович Демьянов (оперативный псевдоним «Гейне»), являющийся одним из основных действующих лиц операции «Монастырь», был командирован в освобождённый Минск. 18 августа 1944 года «Гейне» проинформировал немцев, что в Белоруссии в районе реки Березины будто бы скрывается крупная немецкая часть, численностью около 2 тысяч человек, потерявшая связь с командованием и испытывающая острый недостаток в продовольствии и боеприпасах. Немецкое командование приняло решение оказать помощь своим попавшим в беду соотечественникам.
Возглавить комплекс мероприятий было поручено заместителю начальника 4-го управления НКВД (П. А. Судоплатов) Науму Эйтингону. Им была сформирована оперативная группа из сотрудников 4-го управления, которая была направлена в район Березино. Помимо этого в группу вошли агенты из бывших военнопленных немцев (Вилли Эккардт, Ганс Иоганн Михаэлис и др.), 20 автоматчиков отдельной мотострелковой бригады (ОМСБОН) во главе с майором Борисовым и военнопленный подполковник немецкой армии Генрих Шерхорн, который должен был играть роль командира мифической немецкой части. План операции разрабатывал Михаил Маклярский.
25 августа 1944 года «Гейне» получил ответную телеграмму, в которой говорилось, что его просят связаться с данной немецкой частью, которой они намерены оказать всяческую помощь оружием, продовольствием, а также выслать радиста. «Гейне» просили сообщить местонахождение части. В тот же день в район озера Песочное (где по легенде должна была располагаться часть Шерхорна) выехала оперативная группа НКВД для встречи радиста, в состав которой в частности входили: Наум Эйтингон, Михаил Маклярский, Георгий Мордвинов, Яков Серебрянский, Григорий Зобач, Вильям Фишер, известный в 1960-х годах под именем Рудольфа Абеля. Так началась операция «Березино». Операция проходила в строжайшей секретности, так что об этом даже не знал нарком госбезопасности Белоруссии Цанава, и принял появившуюся в белорусских лесах неизвестную воинскую часть за вражеских диверсантов.

### Завершение
Операция «Березино» продолжалась вплоть до конца войны. Для части Шерхорна, который за время операции был произведён немецким командованием в полковники, высылались оружие, продовольствие, деньги и, наконец, люди. Все люди тут же арестовывались, после обработки часть из них начинала работать на советскую разведку и тем самым включалась в игру.  Немецкая разведка пыталась проверить достоверность существования части Шерхорна. Несколько раз в данный район тайно засылались немецкие агенты. Но все восемь агентов были арестованы советскими спецслужбами, а часть из них после работы с ними включилась в игру. В ответ же мнимые немецкие партизаны сообщали о своих успехах и нуждах, а германское командование снова и снова высылало оружие, продукты, людей. Операция продолжалась вплоть до 5 мая 1945 года, когда немцы передали последнюю радиограмму: 

 С тяжёлым сердцем мы вынуждены прекратить оказание вам помощи. На основании создавшегося положения мы не можем также больше поддерживать с вами радиосвязь. Что бы ни принесло нам будущее, наши мысли всегда будут с вами, кому в такой тяжёлый момент приходится разочароваться в своих надеждах.

После войны Судоплатов попытался использовать Генриха Шерхорна для осуществления вербовки немецкого адмирала Эриха Редера и его жены, находящихся в плену. Но попытка оказалась неудачной, вследствие абсолютной несовместимости этих двух людей. Шерхорн и его группа некоторое время находились в лагере под Москвой, а потом были репатриированы в ГДР.